# Liste der afghanischen Botschafter in den Vereinigten Staaten

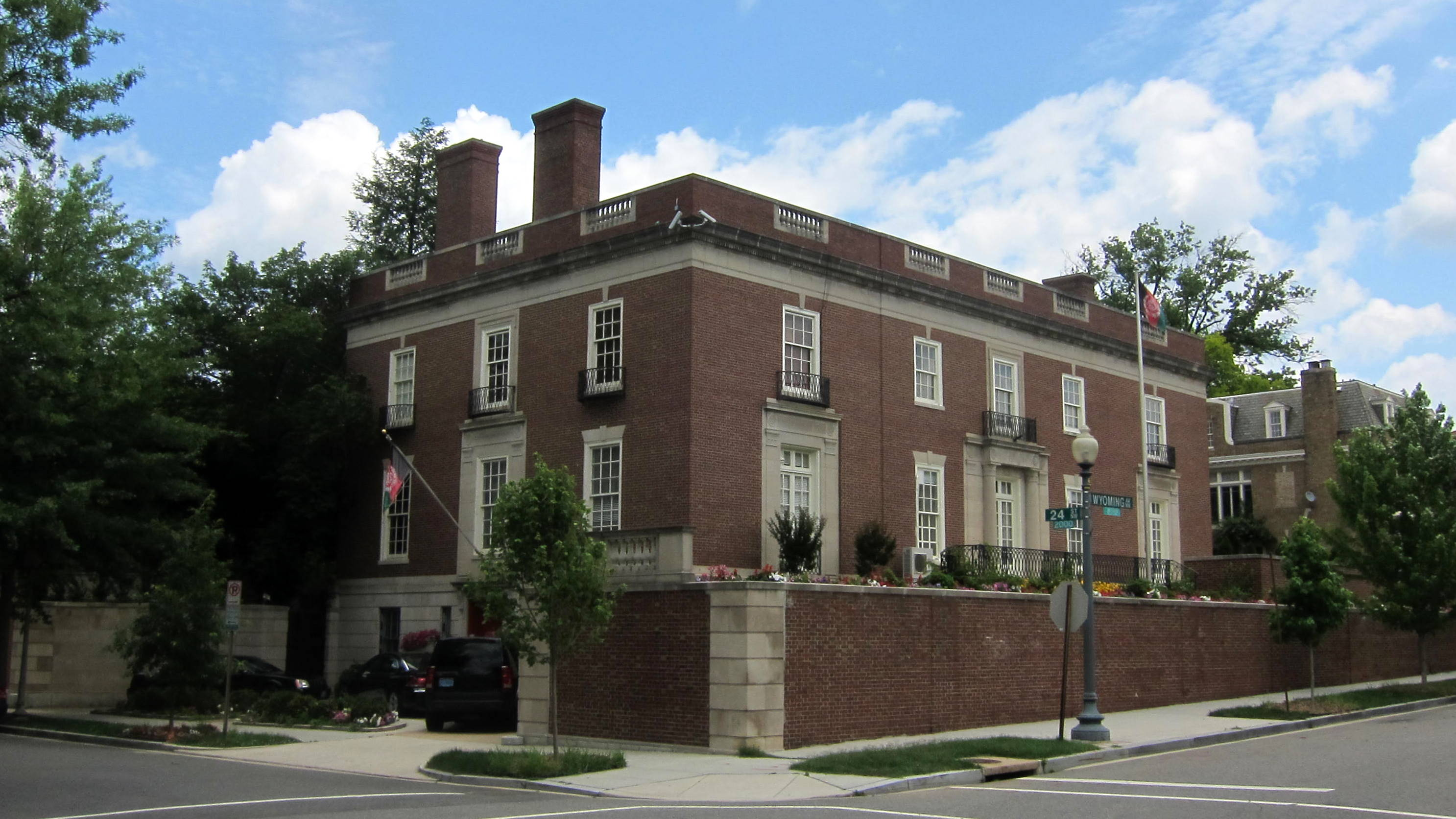
Afghanische Botschaft in Washington, D.C.

Liste der afghanischen Botschafter in den Vereinigten Staaten.

## Botschafter
| Ernannt / Akkreditiert | Name                      | Bemerkungen                                        | ernannt während der Regierung von | akkreditiert während der Regierung | Posten verlassen |
| ---------------------- | ------------------------- | -------------------------------------------------- | --------------------------------- | ---------------------------------- | ---------------- |
| 1943                   | Abdul Hussain Aziz        | Gesandter                                          | Mohammed Sahir Schah              | Franklin D. Roosevelt              |                  |
| 1948                   | Mohammed Naim Khan        | Geschäftsträger                                    | Mohammed Sahir Schah              | Harry S. Truman                    |                  |
| 1950                   | Abdul Hamid Aziz          | Geschäftsträger                                    | Mohammed Sahir Schah              | Harry S. Truman                    |                  |
| 1953                   | Mohammed Kabir Ludin      |                                                    | Mohammed Sahir Schah              | Dwight D. Eisenhower               |                  |
| 1956                   | Najibullah Torwayana      | [ 1 ]                                              | Mohammed Sahir Schah              | Dwight D. Eisenhower               |                  |
| 1958                   | Mohammed Haschim          |                                                    | Mohammed Sahir Schah              | Dwight D. Eisenhower               |                  |
| 1963                   | Abdul Majid               |                                                    | Mohammed Sahir Schah              | Lyndon B. Johnson                  |                  |
| 1967                   | Abdullah Malikyar         |                                                    | Mohammed Sahir Schah              | Lyndon B. Johnson                  |                  |
| 1978                   | Abdul Waheed Karim        |                                                    | Nur Muhammad Taraki               | Jimmy Carter                       |                  |
| 1980                   | Noor Ahmad Noor           |                                                    | Babrak Karmal                     | Jimmy Carter                       |                  |
| 1982                   | Mohed Salem Spartak       | Geschäftsträger                                    | Babrak Karmal                     | Ronald Reagan                      |                  |
| 1984                   | Mohammad Haidar Rafiq     | Geschäftsträger                                    | Babrak Karmal                     | Ronald Reagan                      |                  |
| 1985                   | Mohammad Ashraf Samimi    | Geschäftsträger                                    | Babrak Karmal                     | Ronald Reagan                      |                  |
| 1986                   | Rouhullah Erfaqi          |                                                    | Hadschi Mohammed Tschamkani       | Ronald Reagan                      |                  |
| 1988                   | Mia Gul                   | Geschäftsträger                                    | Mohammed Nadschibullāh            | Ronald Reagan                      |                  |
| 1990                   | Abdul Ghafoor Jawshan     | Geschäftsträger                                    | Mohammed Nadschibullāh            | George H. W. Bush                  |                  |
| 1992                   | Abdul Rahim               | Geschäftsträger                                    | Burhanuddin Rabbani               | George H. W. Bush                  |                  |
| 1994                   | Yar Mohammad Mohabat      | Geschäftsträger                                    | Burhanuddin Rabbani               | Bill Clinton                       |                  |
| 2002                   | Haroun Amin               | Geschäftsträger der Nordallianz in Washington D.C. | Hamid Karzai                      | George W. Bush                     |                  |
| 2002                   | Ishaq Shahryar            |                                                    | Hamid Karzai                      | George W. Bush                     |                  |
| 2003                   | Said Tayeb Jawad          | [ 2 ]                                              | Hamid Karzai                      | George W. Bush                     |                  |
| 2010                   | Khojesta Fana Ebrahimkhel | Geschäftsträger                                    | Hamid Karzai                      | Barack Obama                       |                  |
| 2011                   | Eklil Ahmad Hakimi        |                                                    | Hamid Karzai                      | Barack Obama                       |                  |